# Star Wars: Knights of the Old Republic
Star Wars: Knights of the Old Republic (w skrócie: KotOR) – komputerowa gra fabularna wyprodukowana przez BioWare i wydana przez LucasArts 15 lipca 2003 roku na konsolę Xbox, 18 listopada 2003 na Microsoft Windows, a także 21 września 2004 na Mac OS X. 30 maja 2013 ukazał się port gry na iOS-a, 23 grudnia 2014 na Androida, a 11 listopada 2021 wydano wersję na Nintendo Switcha.
Jest to pierwsza gra cRPG osadzona w świecie Gwiezdnych wojen. Jej akcja rozgrywa się na około 4000 lat przed wydarzeniami znanymi z filmowej sagi; w czasach wojny domowej Jedi, kiedy to Darth Malak – Lord Sith i ostatni żyjący uczeń mrocznego Dartha Revana – wykorzystując niepokonaną flotę okrętów wojennych toczy bój z Republiką w celu całkowitego podporządkowania sobie galaktyki. Gra ukazuje historię pewnego republikańskiego wojownika, który postanawia zostać rycerzem Jedi, aby zmierzyć się z Malakiem i jego armią. Główny bohater wraz z grupą swoich towarzyszy przemierza galaktykę w celu pokonania Dartha Malaka, odwiedzając różne planety znane z filmowego uniwersum takie jak Tatooine, Kashyyyk czy Korriban. Fabuła gry rozwija się w zależności od podejmowanych przez gracza decyzji w trakcie rozgrywki; gracz swoimi poczynaniami może zwracać się ku jasnej bądź ciemnej stronie Mocy, wpływając tym na los wybranych bohaterów, rozwój poszczególnych wątków oraz ostateczne zakończenie gry.
Produkcję gry rozpoczęto w 2000 roku, gdy LucasArts ogłosiło, że nawiązało współpracę ze studiem BioWare, znanym ze stworzenia słynnej serii Baldur’s Gate. Za opracowanie udźwiękowienia gry odpowiadało LucasArts, z kolei całą pozostałą częścią gry zajęło się studio BioWare. Reżyserem gry został Casey Hudson, głównym projektantem James Ohlen, scenarzystą zaś Drew Karpyshyn. Muzykę do gry skomponował Jeremy Soule.
Gra spotkała się z bardzo pozytywnymi opiniami ze strony krytyków, którzy chwalili głównie fabułę, bohaterów, udźwiękowienie oraz mnogość możliwości w grze. Produkcja otrzymała szereg nagród i nominacji, w tym tytuł „gry roku” od ponad czterdziestu różnych organizacji, wliczając w to Game Developers Choice Awards (GDCA) i G-Phoria Awards. Star Wars: Knights of the Old Republic jest ponadto uznawana za jedną z najlepszych gier komputerowych jakie kiedykolwiek powstały.
W 2004 roku ukazała się kontynuacja gry pt. Star Wars: Knights of the Old Republic II – The Sith Lords stworzona przez studio Obsidian Entertainment, natomiast w 2011 roku Star Wars: The Old Republic – gra MMORPG produkcji BioWare przedstawiająca ciąg dalszy wydarzeń z dwóch części serii Knights of the Old Republic.

## Rozgrywka
Gracz rozpoczyna grę od tworzenia swojej postaci. Wybiera on płeć i wygląd swojego bohatera (w kanonie Expanded Universe przyjęto, że postać gracza jest mężczyzną) oraz jedną z dostępnych trzech klas postaci – zwiadowca, żołnierz i łajdak. W dalszym etapie gry, gdy główny protagonista zostaje rycerzem Jedi gracz ma do wyboru również trzy klasy Jedi – negocjator, strażnik i obrońca.
Star Wars: Knights of the Old Republic jest to komputerowa gra fabularna obserwowana z perspektywy trzeciej osoby. W trakcie rozgrywki gracz odwiedza różne planety takie jak: Taris, Dantooine, Manaan, Korriban, Tatooine, Kashyyyk czy Rakata Prime (przez grę nazywana Nieznanym światem), na których zajmuje się wykonywaniem różnych zadań niezbędnych do ukończenia gry. Oprócz zadań rozwijających główny wątek fabularny gracz może też wykonywać nieobowiązkowe zadania poboczne, umożliwiające mu m.in. zarobienie dodatkowych kredytów. Podczas wykonywania zadań gracz zdobywa różne przedmioty i punkty doświadczenia, pokonując przy tym napotkanych wrogów takich jak m.in.: żołnierze Sithów, gangsterzy, droidy, rakghoule, rancory, Ludzie Pustyni czy Mroczni Jedi. W początkowej fazie gry gracz może dysponować tylko zwykłą bronią taką jak: pistolety i karabiny blasterowe, wibroostrza czy granaty, jednakże w dalszej części gry do dyspozycji gracza pojawiają się także miecze świetlne, które gracz może dowolnie modyfikować przy pomocy specjalnych kryształów.
W trakcie gry do głównego bohatera dołącza kilka postaci, które tworzą jego drużynę. W danym momencie może mu jednak towarzyszyć maksymalnie dwóch członków jego ekipy (reszta jego załogi zostaje w bazie – w mieszkaniu lub na pokładzie frachtowca Mroczny Jastrząb, którym grupa głównego bohatera podróżuje przez galaktykę). Zarówno główny bohater, jak i postacie tworzące jego drużynę podczas awansu na kolejny poziom doświadczenia mogą rozwijać umiejętności takie jak: programowanie, pirotechnika, skradanie się, zabezpieczenia, naprawa, spostrzegawczość czy leczenie ran; otrzymują wybrane przez gracza „atuty” (umożliwiające danej postaci np. wykonanie określonego ataku, bądź ulepszenie jego zdolności władania wybranym rodzajem broni) oraz, w przypadku postaci będących Jedi, opanowują kolejne Moce.
System walki gry opiera się na mechanice d20 znanej z gry Dungeons & Dragons. Polega on na rozgrywce turowej – każda postać wykonuje jedną akcję na rundę trwającą trzy sekundy. W trakcie walki gracz może zatrzymać grę, aby mieć czas na wydanie członkom swojej drużyny poleceń takich jak zadanie określonego ciosu, użycie wybranej mocy czy skorzystanie z medpakietu przywracającego zdrowie.
W czasie rozgrywki gracz ma też możliwość podejmowania rozmowy z napotykanymi w grze postaciami. Podczas jej trwania gracz, wybierając określone opcje dialogowe może otrzymywać punkty (np. pomagając komuś) jasnej strony Mocy bądź (np. grożąc komuś) ciemnej strony Mocy. Od decyzji gracza zależy też los wybranych bohaterów, określone elementy fabuły oraz finał gry – zakończenie jasnej lub ciemnej strony Mocy (w EU za kanoniczne uznawane jest zakończenie jasnej strony).
Dodatkowo w grze dostępne są minigry takie jak wyścigi podów, hazardowa gra „pazaak” czy strzelanie do wrogich myśliwców w trakcie lotu Mrocznym Jastrzębiem.

## Fabuła
Akcja gry rozgrywa się na ok. cztery tysiące lat BBY i zawiązaniem Imperium Galaktycznego przez Dartha Sidiousa. Na jej początku gracz dowiaduje się, że Republika właśnie wyszła zwycięsko z wojen mandaloriańskich, okupując to jednak dużymi stratami. Co gorsza, dowódcy jej sił zbrojnych, rycerze Jedi Revan i Malak, którzy zaginęli dwa lata wcześniej podczas ścigania niedobitków floty Mandalorian, powrócili jako Sithowie na czele potężnej floty okrętów, mając na celu podbicie i podporządkowanie sobie całej galaktyki.
Flota Republiki zorganizowała jednak zasadzkę, podczas której grupie Jedi dowodzonej przez Bastilę Shan udało się dostać na pokład okrętu flagowego Dartha Revana i przebić się aż na mostek, by wziąć go do niewoli. W tym momencie jednak Malak wykorzystał okazję do przejęcia władzy i ostrzelał okręt Revana z intencją zabicia go.
W momencie rozpoczęcia gry nie są znane losy Revana – flotą Sithów dowodzi wówczas Darth Malak, który drogą podboju pozostawił Zakon Jedi rozproszonym i osłabionym. W trakcie wojny niezliczona ilość Jedi poległa, a wielu pozostałych rycerzy przeszła na ciemną stronę Mocy przysięgając wierność Malakowi.
Gra rozpoczyna się w chwili gdy postać gracza będąca jednym z republikańskich oficerów znajduje się na atakowanym przez flotę Malaka okręcie Republiki Endar Spire. Jej pierwszym zadaniem jest ucieczka z eksplodującego statku. Główny bohater przemierza korytarze Endar Spire pokonując napotkanych na swojej drodze żołnierzy Sithów, aż w końcu dociera do kapsuł ratunkowych, gdzie spotyka Cartha Onasiego – dowódcę okrętu, wraz z którym ewakuuje się ostatnią z kapsuł tuż przed eksplozją całego statku.
Po wylądowaniu kapsuły na pobliskiej planecie Taris postać gracza traci przytomność i doznaje dziwnej wizji. Budzi się po kilku dniach w opuszczonym mieszkaniu w towarzystwie Cartha. Ten tłumaczy mu, że atak na Endar Spire spowodowany był obecnością Bastili Shan na pokładzie okrętu. Wyjaśnia mu, że Sithowie zawzięcie poszukują Bastili z powodu jej rzadko spotykanej i niezwykle potężnej mocy – Bitewnej Medytacji – zdolności, która umożliwia podczas bitwy w znaczny sposób przechylenie szali zwycięstwa na określoną stronę konfliktu poprzez wzmacnianie umiejętności osób walczących po jednej stronie i zarazem osłabianie możliwości wrogiej armii. Ustaliwszy, że Bastila również musiała rozbić się w kapsule ratunkowej na Taris, obaj rozpoczynają poszukiwania młodej Jedi na okupowanej przez Sithów planecie. W trakcie poszukiwań padawanki przyłącza się do nich młoda, Twi’lekańska awanturniczka imieniem Mission wraz ze swoim przyjacielem, Wookieem – Zaalbarem. Grupie udaje się odnaleźć Bastilę na niższych poziomach planety-miasta i uwolnić ją z rąk działających tam gangsterów. W międzyczasie Malak wiedząc o obecności Bastili na Taris, w obawie przed jej umiejętnościami rozkazuje swoim ludziom zniszczyć całą planetę w celu zabicia młodej padawanki. Wkrótce grupie bohaterów, wraz z pomocą droida T3-M4 oraz mandaloriańskiego najemnika – Canderousa Ordo udaje się opuścić eksplodującą Taris na pokładzie frachtowca zwanego Mrocznym Jastrzębiem.
Postać gracza wraz ze swoimi towarzyszami znajduje schronienie na planecie Dantooine, gdzie główny bohater w Akademii Jedi rozpoczyna szkolenie na rycerza Jedi. Na tej planecie odkrywa on również starożytny artefakt zawierający wskazówkę dotyczącą miejsca ukrycia fragmentów mapy prowadzącej do Gwiezdnej Kuźni – stworzonej przez pradawną cywilizację Rakatan stacji kosmicznej zdolnej do produkcji olbrzymiej ilości okrętów kosmicznych, dzięki której Revan i Malak pozyskali swoją potężną flotę. Postać gracza będąca już padawanem otrzymuje od Rady Jedi zadanie odnalezienia wszystkich części mapy w celu ustalenia miejsca położenia Gwiezdnej Kuźni. Główny bohater wraz ze swoją załogą rozpoczyna poszukiwanie fragmentów mapy, której cztery części znajduje na planetach: Tatooine, Korriban, Manaan oraz Kashyyyk. W miarę podróży przez galaktykę główny bohater rozwija swoje umiejętności korzystania z Mocy i władania mieczem świetlnym, staje się coraz potężniejszym rycerzem Jedi, a także w końcu poznaje prawdę dotyczącą własnej tożsamości. Dowiaduje się on, że w rzeczywistości jest Darthem Revanem, który rok wcześniej został pojmany i zabrany przez Bastilę do Akademii Jedi, gdzie Rada Jedi, wykorzystując Moc zmodyfikowała pamięć Mrocznego Lorda Sithów i nałożyła mu nową tożsamość; tożsamość republikańskiego oficera.
Revan wraz ze swoimi towarzyszami w końcu dociera do Gwiezdnej Kuźni, gdzie dochodzi do jego ostatecznego pojedynku z Malakiem. Po pokonaniu swojego przeciwnika – w zależności od wyboru gracza – Revan zostaje okrzyknięty bohaterem wojennym i zbawcą, który położył kres wojnie domowej Jedi i ocalił galaktykę przed dominacją Sithów (ścieżka jasnej strony Mocy), bądź zajmuje miejsce Malaka, przejmując władzę nad jego armią jako nowy Lord Sith, który dokonuje całkowitej masakry floty Republiki (ścieżka ciemnej strony Mocy).

## Postaci tworzące drużynę
- Carth Onasi – człowiek; republikański żołnierz i pilot; weteran wojenny. Postać gracza poznaje go na początku gry podczas ataku floty Sithów na okręt Endar Spire. Onasi wraz z głównym bohaterem ewakuuje się wówczas z eksplodującego już statku i trafia na planetę Taris. Tam wspólnie rozpoczynają poszukiwania ściganej przez Sithów Bastili Shan. Carth przez większość gry towarzyszy głównemu bohaterowi i pomaga mu w walce z siłami Sithów[12]. Głosu Carthowi użyczył Raphael Sbarge[15].
- Bastila Shan – człowiek, kobieta; padawanka Jedi. Znana ze swojej rzadko spotykanej umiejętności – Bitewnej Medytacji – potężnej zdolności wpływania na całe armie przy użyciu Mocy w czasie bitwy. Umiejętnie użyta już kilka razy przeważyła szalę zwycięstwa w bitwach na rzecz Republiki. To właśnie z jej powodu Darth Malak zawzięcie poszukuje Bastilę, aby ją zabić bądź przeciągnąć na swoją stronę. Na początku gry – podobnie jak główny bohater i Carth – ucieka w jednej z kapsuł ratunkowych z eksplodującego statku Endar Spire i rozbija się na planecie Taris. Wkrótce zostaje porwana przez miejscowych gangsterów i zabrana do dolnego miasta, gdzie jednak główny bohater wraz ze swoimi towarzyszami odnajduje ją i uwalnia z rąk przestępców. Od tego momentu Bastila staje się jednym z członków drużyny gracza. W późniejszym czasie wspiera go w jego szkoleniu na rycerza Jedi na Dantooine i towarzyszy mu w jego dalszej podróży przez galaktykę[12]. Głosu Bastili użyczyła Jennifer Hale[15].
- Mission Vao – młoda Twi’lekanka. Postać gracza spotyka ją na Taris, gdzie pomaga jej w uwolnieniu jej przyjaciela porwanego przez Gamorreanian; Wookieego imieniem Zaalbar. Mission i Zaalbar w zamian za pomoc w opresji pomagają głównemu bohaterowi w poszukiwaniu Bastili, a także w jego dalszych wysiłkach mających na celu uchronienie galaktyki przed Darthem Malakiem[12]. Głosu Mission użyczyła Catherine Taber[15].
- Zaalbar – Wookiee; przyjaciel i kompan Mission. Postać gracza ratuje go z rąk Gamorreanian na Taris, za co Zaalbar jest mu winien dług życia i staje się jednym z jego towarzyszy[12].
- Canderous Ordo – człowiek; mandaloriański najemnik. Nawiązuje współpracę z głównym bohaterem podczas jego pobytu na Taris w celu wydostania się ze owej planety. Zaproponował on wówczas postaci gracza, aby wykorzystać droida T3-M4 do włamania się do bazy Sithów w celu wykradnięcia kodów startowych umożliwiających ucieczkę z planety będącej w stanie kwarantanny. Po zdobyciu kodów pomaga on głównemu bohaterowi w wykradnięciu frachtowca Mroczny Jastrząb, którym, całą grupą odlatują z bombardowanej przez flotę Malaka planety[12]. Głosu Canderousowi użyczył John Cygan[15].
- T3-M4 – droid astromechaniczny. Główny bohater wykupuje go ze sklepu na Taris w celu wykorzystania go do wykradnięcia niezbędnych do opuszczenia planety kodów startowych z bazy Sithów[12].
- Juhani – kobieta rasy kathar; rycerz Jedi. Główny bohater napotyka ją na swojej drodze w gaju na planecie Dantooine jako Jedi, która uległa wpływowi ciemnej strony Mocy. Postać gracza po stoczeniu z nią walki, z której wychodzi zwycięsko przekonuje Juhani do powrotu na jasną stronę (chyba że gracz zdecyduje się ją zabić), po czym ta dołącza do drużyny gracza i pomaga mu w poszukiwaniach poszczególnych części Gwiezdnej Mapy[12]. Głosu Juhani użyczyła Courtenay Taylor[15].
- HK-47 – droid-zabójca oraz tłumacz. Gracz może go opcjonalnie wykupić ze sklepu na planecie Tatooine i wykorzystać m.in. do porozumienia się z zamieszkującymi tę planetę Ludźmi Pustyni[12]. Głosu HK-47 użyczył Kristoffer Tabori[15].
- Jolee Bindo – człowiek, rycerz Jedi. Postać gracza spotyka go na planecie Kashyyyk w trakcie poszukiwania znajdującej się tam jednej z kilku części Gwiezdnej Mapy. Jolee decyduje się dołączyć do głównego bohatera i pomóc mu w odnalezieniu wszystkich fragmentów mapy[12]. Głosu Bindo użyczył Kevin Michael Richardson[15].
- Trask Ulgo (epizodycznie) – człowiek; republikański żołnierz. Dołącza on do drużyny gracza na początku gry podczas ataku floty Sithów na statek Endar Spire. Pomaga mu w walce z przebywającymi tam żołnierzami Sithów, jednakże po chwili, gdy na drodze dwóm republikanom staje Darth Bandon postanawia się poświęcić i zmierzyć się z Lordem Sithów, umożliwiając tym ucieczkę głównemu bohaterowi[12].

## Produkcja

### Rozwój projektu
W lipcu 2000 roku studio BioWare ogłosiło, że wspólnie z LucasArts pracuje nad komputerową grą fabularną (cRPG) osadzoną w świecie Gwiezdnych wojen i przeznaczoną na komputery osobiste oraz nachodzącą szóstą generację konsol. Grę po raz pierwszy zapowiedziano jako Star Wars: Knights of the Old Republic podczas E3 w 2001 roku. LucasArts dało studiu BioWare do wyboru dwa okresy czasowe, w których miałaby się toczyć akcja gry – czasy Wojen klonów, bądź czasy Starej Republiki na cztery tysiące lat przed wydarzeniami ukazanymi w filmie Mroczne widmo. BioWare ostatecznie zdecydowało się na drugą z wymienionych opcji, aby mieć więcej swobody w tworzeniu gry.

### Tworzenie gry
Casey Hudson – reżyser gry – przyznał, że jednym z największych osiągnięć i najbardziej ryzykownych kroków w produkcji Knights of the Old Republic było opracowanie systemu walki gry. Powiedział on: „Chcieliśmy stworzyć połączenie elementów strategii znanych z naszej serii Baldur’s Gate i Neverwinter Nights wraz z szybką, filmową akcją 3D. To wymagało od nas zrobienia czegoś, czego jeszcze nikt przedtem nie robił”. Stworzenie systemu walki było niełatwym zadaniem z powodu wielu różnych czynników, które były trudne do zaimplementowania w grze. Twórcy gry zamierzali dać graczowi jak największą swobodę w wykonywaniu poszczególnych zadań. Mike Gallo z LucasArts porównał niektóre sytuacje w grze do rozgrywki w Deus Ex:

Jest kilka sposobów, aby przejść dany obszar, a do każdego z tych sposobów potrzeba postaci ze specyficznymi umiejętnościami. Aby przejść dany rejon z otwartym ogniem potrzeba typu wojownika lub żołnierza. Z kolei jeżeli chcemy uniknąć walki będziemy potrzebowali droida lub osoby z rozwiniętą umiejętnością programowania, dzięki której uzyskamy dostęp do komputera bezpieczeństwa. Postacie tworzące naszą drużynę są istotne i odegrają ważną rolę w trakcie gry.

Gra opiera się na silniku graficznym „Odyssey Engine”. Bazuje on na „Aurora Engine” – starszym silniku stworzonym wcześniej przez BioWare i wykorzystanym przy produkcji Neverwinter Nights; został on jednakże całkowicie przerobiony na potrzeby Knights of the Old Republic. Choreografia animacji postaci została wykonana przy użyciu 3ds Max.
Podczas gdy tworzeniem większości gry, w tym silnika graficznego i fabuły zajmowało się BioWare, tak za udźwiękowienie produkcji odpowiadało LucasArts. Knights of the Old Republic zawiera trzysta postaci i 15 tysięcy wersów dialogowych. Kierownik dubbingu Darragh O’Farrell zdradził, że „jedna, cała kopia scenariusza do Knights of the Old Republic ma 10,5 cala grubości”. W nagrywaniu głosów do gry wzięło udział około stu aktorów m.in. Edward Asner, Raphael Sbarge, Ethan Phillips, Jennifer Hale i Phil LaMarr.
Muzykę do gry skomponował wielokrotnie nagradzany Jeremy Soule. W grze pojawiły się także kompozycje Johna Williamsa znane z filmowej sagi, lecz większość utworów została skomponowana przez Soule’a na potrzeby gry.

### Wydanie
Licencjodawca LucasArts wraz z BioWare postanowił wydać grę na PC i Xboxa. Decyzja ta była spowodowana dotychczasowym doświadczeniem studia BioWare w produkcji gier na PC oraz faktem, że BioWare było zaznajomione z Xboxem bardziej niż z pozostałymi konsolami.
Gra w wersji na Xboxa została wydana 15 lipca 2003 roku. W ciągu pierwszych czterech dni od premiery Knights of the Old Republic pobiła rekord jako najszybciej sprzedająca się gra w czasie swojej premiery spośród gier na Xboxa. Wersja PC została opublikowana 18 listopada, cztery miesiące później. W 2006 roku LucasArts wydało grę ponownie jako część pakietu kompilacyjnego Star Wars: The Best of PC. 30 maja 2013 roku Knights of the Old Republic została udostępniona na iOS, z kolei 23 grudnia 2014 na Androida. W 2017 Microsoft umożliwił uruchomienie gry na konsolach Xbox One i Xbox Series X/S, dzięki zastosowaniu kompatybilności wstecznej. 11 listopada 2021 wydano wersję gry na konsolę Nintendo Switch.

## Odbiór

### Sprzedaż
W ciągu pierwszych czterech dni od premiery gry na konsolę Xbox produkcja sprzedała się w 250 tysiącach egzemplarzy, zyskując status najszybciej sprzedającej się gry w czasie swojej premiery spośród gier przeznaczonych na Xboxa. Przez pierwsze dwa tygodnie od chwili premiery sprzedano 270 tysięcy kopii, w wyniku czego gra zajęła 2. miejsce w zestawieniu najlepiej sprzedających się gier konsolowych lipca 2003 roku. W październiku tego samego roku liczba sprzedanych na całym świecie kopii gry sięgnęła pułapu 600 tysięcy.
W listopadzie 2003 po premierze wersji na komputery osobiste Knights of the Old Republic w tygodniu swojej premiery stała się trzecią najlepiej sprzedającą się grą na PC. W późniejszym czasie produkcja uplasowała się na 17. miejscu listy najlepiej sprzedających się gier 2004 roku.
Do maja 2005 całkowita ilość sprzedanych egzemplarzy gry w wersjach na Xboxa i PC wyniosła 2,5 miliona, z kolei w 2007 roku sięgnęła pułapu 3,2 miliona.

### Krytyka w mediach
Star Wars: Knights of the Old Republic została bardzo dobrze przyjęta przez krytyków. Zyskała status „powszechnie uznanej” w serwisie Metacritic, zdobywając liczne nagrody i wyróżnienia, w tym ponad czterdzieści tytułów „gry roku 2003” od wielu różnych organizacji (m.in. Game Developers Choice Awards); statuetkę BAFTA Game Awards w 2004 roku jako „najlepsza gra roku na Xboxa” oraz nagrody Interactive Achievement w kategoriach: „najlepsza gra konsolowa RPG” i „najlepsza gra komputerowa RPG”.
Aaron Boulding z portalu „IGN” w swojej recenzji opisał Knights of the Old Republic jako jedną z najlepszych gier osadzonych w świecie Gwiezdnych wojen i przyznał jej ocenę 9,5/10, chwaląc m.in. interesującą fabułę, ciekawie napisane postacie (zwłaszcza droida HK-47), dobrze zrenderowane mapy oraz rozbudowany, dający graczowi duży wybór, system dialogów, który uznał za jeden z najważniejszych i najbardziej zachęcających elementów gry. Docenił on także udźwiękowienie gry, określając muzykę jako „wybitną”, efekty dźwiękowe „doskonałymi”, a dubbing „najlepszą głosową grą aktorską jaką kiedykolwiek słyszeliśmy w grach komputerowych”. Negatywnie wyraził się tylko na temat błędów technicznych oraz wadliwej sztucznej inteligencji, które jednakże – jak stwierdził – nie odbijają się w znaczny sposób na doświadczeniach płynących z gry. Raymond Padilla z serwisu „GameSpy” przyznał grze 5 na 5 możliwych gwiazdek, wymieniając jako główne atuty gry świetną fabułę i bohaterów dorównujących swoją jakością filmom z uniwersum Gwiezdnych wojen, a także system rozwoju postaci, który umożliwia wielokrotne przechodzenie gry na różne sposoby. Skrytykował natomiast żmudne i czasochłonne przemieszczanie się postacią „od punktu A do punktu B i z powrotem”, które niekiedy występuje, zwłaszcza na początku gry. Redakcja strony „Computer and Video Games” przyznała grze ocenę 9/10, pisząc: „Pierwsza gra RPG osadzona w świecie Gwiezdnych wojen to nie tylko najznakomitszy erpeg na Xboxa – to najlepsza gra na konsole jaka ukazała się w tym roku i z całą pewnością będzie ona szanowana i ceniona równie mocno jak Halo”. Kieron Gillen z serwisu „Eurogamer” przyznał grze ocenę 9/10, stwierdzając, że „Knights of the Old Republic to najlepsza gra ze świata Gwiezdnych wojen od czasu X-Winga i/lub TIE Fightera, jeśli nie najlepsza ze wszystkich jakie powstały”. W swojej recenzji pochwalił możliwość wpływania na fabułę i świat gry, która daje graczowi „sporą swobodę”, a bohaterów opisał jako „uderzających mocno w serce, pięknie napisanych, starannie zdefiniowanych i zapadających w pamięć”. Mimo wszystko Gillen określił grę jako „daleką od doskonałości” i wymienił jej wady takie jak bugi czy okazjonalne spadki wyświetlanych klatek na sekundę, lecz przyznał, że te mankamenty „są zdecydowanie wybaczalne w świetle tego jak ta gra naprawdę pozamiatała”.
Andrew Reiner z portalu „Game Informer” w swojej entuzjastycznej recenzji z oceną 9.5/10, napisał, że „zasługując na wyraz najwyższego uznania Knights of the Old Republic to marzenie fanów Gwiezdnych wojen, które się ziściło”, określając historię opowiadaną przez grę jako „godną filmu”, a system walki gry jako „kapitalny” i „coś, przy czym  można bawić się godzinami”. Z pochwałą ze strony Reinera spotkała się też ścieżka dźwiękowa Jeremy’ego Soule’a, a wprowadzenie w większości nowej muzyki do gry zamiast przetwarzania znanych, filmowych kompozycji Johna Williamsa, zdaniem recenzenta było „mądrą decyzją”.
Greg Kasavin z „GameSpotu” przyznał grze ocenę 9.1/10, oświadczając, że największym osiągnięciem gry jest zależny od gracza rozwój fabuły, który daje graczowi możliwość opowiadania się po stronie dobra lub zła, a podejmowanie trudnych, moralnych decyzji to najprzyjemniejszy oraz najbardziej imponujący i satysfakcjonujący aspekt gry. Kasavin pochwalił również system walki, którą uznał za "szybką i przyjemną", a także postać droida HK-47, którego opisał jako najzabawniejszego członka drużyny gracza.

### Znaczenie
Star Wars: Knights of the Old Republic jest uznawana za jedno z najbardziej znaczących dzieł całego Expanded Universe Gwiezdnych wojen. Jest też często wymieniana przez wiele portali branżowych jako jedna z najlepszych gier cRPG wszech czasów, a także jako jedna z najlepszych gier komputerowych jakie kiedykolwiek powstały.
W 2007 magazyn „Game Informer” umieścił zwrot fabularny z Knights of the Old Republic na 2. miejscu rankingu dziesięciu najlepszych zwrotów fabularnych w historii gier komputerowych, a w 2010 roku przyznał grze 54. miejsce na liście Top 200 najlepszych gier komputerowych w historii. W 2007 gra została sklasyfikowana przez „IGN” na 27. miejscu zestawienia Top 100 gier wszech czasów, z kolei w 2010 na 3. miejscu listy dziesięciu najlepszych gier dekady (2000–2009), ustępując miejsca Shadow of the Colossus i Half-Life 2.
W 2012 roku magazyn „Time” uznał Star Wars: Knights of the Old Republic za jedną ze stu najwybitniejszych gier komputerowych wszech czasów. Dwa lata później redakcja polskiego serwisu „Gry-Online” przyznała grze 8. miejsce na liście najlepszych gier cRPG jakie kiedykolwiek powstały. W 2017 roku portal „IGN” sklasyfikował zwrot fabularny z Knights of the Old Republic na 13. miejscu listy stu najbardziej niezapomnianych momentów w całej historii gier komputerowych.
Nawiązania do gry Knights of the Old Republic takie jak planeta Sithów Malachor czy wzmianka o wojnach mandaloriańskich pojawiły się w serialu animowanym Star Wars: Rebelianci. Ponadto planowano umieszczenie postaci Dartha Revana w jednym z odcinków serialu Gwiezdne wojny: Wojny klonów, jednakże scenę z udziałem tego bohatera ostatecznie usunięto z serialu; w późniejszym czasie mimo wszystko opublikowano ją.
Ilustrowany przewodnik do dziewiątej części Gwiezdnych wojen pt. Gwiezdne wojny: Skywalker. Odrodzenie (2019) zawiera informację, iż jeden z filmowych legionów żołnierzy Sithów należących do „Ostatecznego Porządku” dowodzonego przez Imperatora Palpatine’a nazwano „Legionem Revana”, a nazwę tę ów legion odziedziczył po pradawnym Lordzie Sithów – Revanie pierwotnie pojawiającym się w grze produkcji BioWare. Za sprawą tego postać Dartha Revana, która do tej pory należała jedynie do tzw. Expanded Universe trafiła też do kanonu Gwiezdnych wojen Disneya.

### Nagrody i nominacje
| Nagroda                                          | Kategoria                                             | Wynik     |
| ------------------------------------------------ | ----------------------------------------------------- | --------- |
| Game Developers Choice Awards (GDCA)             | Gra roku                                              | wygrana   |
| Game Developers Choice Awards (GDCA)             | Oryginalna postać roku (HK-47)                        | wygrana   |
| Game Developers Choice Awards (GDCA)             | Doskonałe osiągnięcie w projektowaniu poziomów        | nominacja |
| Game Developers Choice Awards (GDCA)             | Doskonałe osiągnięcie w pisaniu scenariusza           | wygrana   |
| British Academy Games Awards (BAFTA)             | Najlepsza gra na Xboxa                                | wygrana   |
| Satelita                                         | Gra roku                                              | wygrana   |
| Satelita                                         | Największa innowacja w tworzeniu historii             | nominacja |
| G-Phoria Awards                                  | Gra roku                                              | wygrana   |
| G-Phoria Awards                                  | Najlepsza adaptacja                                   | wygrana   |
| G-Phoria Awards                                  | Najlepsza gra RPG                                     | wygrana   |
| G-Phoria Awards                                  | EB Gamers’ Choice                                     | wygrana   |
| Spike Video Game Awards                          | Najlepsza gra na podstawie filmu                      | nominacja |
| Spike Video Game Awards                          | Najlepsza gra fantasy                                 | wygrana   |
| Interactive Achievement Awards (D.I.C.E. Awards) | Komputerowa gra RPG roku                              | wygrana   |
| Interactive Achievement Awards (D.I.C.E. Awards) | Konsolowa gra RPG roku                                | wygrana   |
| Interactive Achievement Awards (D.I.C.E. Awards) | Wybitne osiągnięcie w tworzeniu postaci bądź historii | wygrana   |
| Interactive Achievement Awards (D.I.C.E. Awards) | Wybitne osiągnięcie w projektowaniu poziomów          | nominacja |
| Interactive Achievement Awards (D.I.C.E. Awards) | Wybitne osiągnięcie w tworzeniu mechaniki gry         | nominacja |
| Interactive Achievement Awards (D.I.C.E. Awards) | Konsolowa gra roku                                    | nominacja |
| Interactive Achievement Awards (D.I.C.E. Awards) | Wyjątkowa innowacja w świecie gier komputerowych      | nominacja |
| Interactive Achievement Awards (D.I.C.E. Awards) | Wyjątkowa innowacja w świecie gier konsolowych        | nominacja |

## Kontynuacje

### Star Wars: Knights of the Old Republic II – The Sith Lords
Wkrótce po premierze Star Wars: Knights of the Old Republic rozpoczęto produkcję drugiej części gry. Opracowanie kontynuacji powierzono studiu Obsidian Entertainment. Grę opublikowano w Stanach Zjednoczonych 6 grudnia 2004 roku w wersji na konsolę Xbox oraz 8 lutego 2005 w wersji na PC.
Akcja gry rozgrywa się na około pięć lat po wydarzeniach z pierwszej części. Gra opowiada historię byłego rycerza Jedi, który został wydalony z Zakonu Jedi za udział w wojnach mandaloriańskich, gdzie walczył u boku Revana. Wygnaniec jako jeden z ostatnich Jedi postanawia odbudować utraconą więź z Mocą i odzyskać swoje dawne umiejętności Jedi w celu walki z tytułowymi Lordami Sithów, którzy stoją o krok od zniszczenia Republiki. Nowością w stosunku do poprzedniej części w Knights of the Old Republic II jest m.in. system wpływu, który umożliwia graczowi wpływanie na postaci należące do jego ekipy oraz ich stosunek względem głównego bohatera, oddziałowując tym na zachowanie członków załogi w określonych momentach gry.
Gra spotkała się z pozytywnymi opiniami ze strony krytyków, choć nie została uznana za tak dobrą jak poprzednia część. Serwis Metacritic przyznał grze wynik 85/100 w wersji na PC oraz 86/100 w wersji na konsolę Xbox. W recenzjach chwalono fabułę oraz bohaterów gry, jednakże słowa krytyki spadły na błędy techniczne prowadzące do poważnych utrudnień w trakcie rozgrywki.

### Star Wars: Knights of the Old Republic III
Studio Obsidian Entertainment niedługo po wydaniu swojej gry Knights of the Old Republic II – The Sith Lords rozpoczęło pracę nad trzecią częścią serii. Choć gra była na etapie pre-produkcji, a zarys fabuły i grafiki koncepcyjne były już gotowe, prace nad projektem wstrzymano, a stworzenie gry zostało ostatecznie anulowane. Powodem takiej decyzji były problemy finansowe licencjodawcy LucasArts.

### Star Wars: The Old Republic

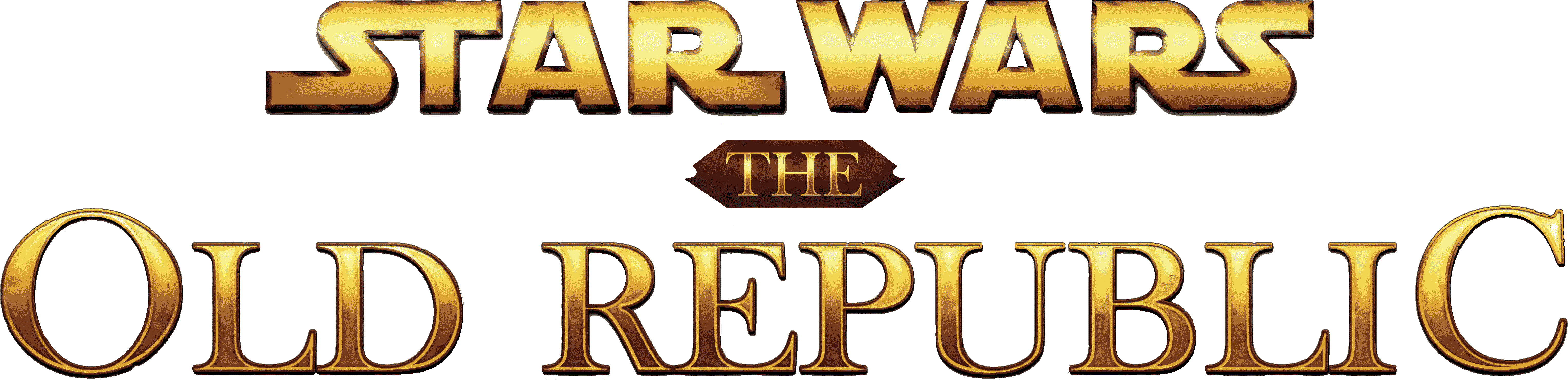
Logo gry Star Wars: The Old Republic

W 2008 roku LucasArts ogłosił, że wspólnie z odpowiadającym za stworzenie pierwszej części Knights of the Old Republic studiem BioWare pracuje nad kolejną grą RPG osadzoną w świecie Gwiezdnych wojen pt. Star Wars: The Old Republic. W przeciwieństwie do dwóch części Knights of the Old Republic jest to gra MMO przeznaczona wyłącznie do rozgrywek wieloosobowych. Premiera Star Wars: The Old Republic odbyła się 20 grudnia 2011. Akcja gry toczy się na około trzysta lat po wydarzeniach przedstawionych w grach Knights of the Old Republic i skupia się na wojnie Jedi z odrodzonym Imperium Sithów. W kolejnych latach ukazywały się dodatki do gry takie jak m.in.: Rise of the Hutt Cartel, Shadow of Revan, Knights of the Fallen Empire czy Knights of the Eternal Throne.
Gra została dobrze przyjęta przez krytyków, którzy docenili głównie fabułę, muzykę, aktorstwo oraz zawartość gry starczającą na wiele godzin rozgrywki. Serwis Metacritic przyznał grze wynik 85/100 na podstawie siedemdziesięciu trzech recenzji

### Star Wars: Knights of the Old Republic Remake
W 2021 zapowiedziano pełnoprawny remake pierwszej odsłony Knights of the Old Republic, ujawniając, że za jego produkcję ma odpowiadać Aspyr Media, a za wydanie Lucasfilm Games. W sierpniu 2022 doniesiono, że z powodu problemów związanych z produkcją, studio Aspyr Media przestało pełnić funkcję producenta gry, a projekt przejęły wschodnio-europejske studia należące do Saber Interactive.